# Touville
Touville foi uma antiga comuna francesa na região administrativa da Normandia, no departamento de Eure. Estendia-se por uma área de 3,47 km². Em 2010 a comuna tinha 144 habitantes (densidade: 41,5 hab./km²).
Em 1 de janeiro de 2018, passou a formar parte da nova comuna de Thénouville.